# ريو مافوبا
ريو أنطونيو زوبا مافوبا (8 مارس 1984

 في البحر) (بالفرنسية: Rio Antonio Zoba Mavuba) لاعب كرة قدم فرنسي ذو أصول كونغولية وأنغولية يلعب حاليا في نادي الدرجة الأولى ليل الفرنسي منذ 2008 في خط الوسط .
لعب مافوبا في أندية بوردو (2003-2007) فياريال (2007-2008) ليل بالإعارة (2008) .
ساهم مافوبا في تتويج نادي بوردو ببطولة كأس الدوري الفرنسي موسم 2006/2007 .
شارك مافوبا مع منتخب فرنسا في 6 مباريات دولية منذ 2004 . أول مباراة دولية كانت أمام منتخب البوسنة والهرسك وديا في 18 أغسطس 2004 وانتهت بالتعادل 1/1 .
والده مافويلا (ريكي) مافوبا لاعب شهير شارك في صفوف منتخب زائير (حاليا منتخب جمهورية الكونغو الديمقراطية) في بطولة كأس العالم لكرة القدم 1974 التي أقيمت في ألمانيا الغربية.

## روابط خارجية
- ريو أنطونيو مافوبا على موقع الاتحاد الدولي (مؤرشف)  (الإنجليزية)
- ريو أنطونيو مافوبا على موقع الاتحاد الأوربي (الإنجليزية)
- ريو أنطونيو مافوبا على موقع رابطة كرة القدم الفرنسية للمحترفين (الإنجليزية)
- ريو أنطونيو مافوبا على موقع إي إس بي إن إف سي (الإنجليزية)
- ريو أنطونيو مافوبا على موقع قاعدة بيانات كرة القدم.إي يو (الإنجليزية)
- ريو أنطونيو مافوبا على موقع بيانات كرة القدم. دي إي (الألمانية)
- ريو أنطونيو مافوبا على موقع ليكيب (الفرنسية)
- ريو أنطونيو مافوبا على موقع ناشيونال فوتبول تيمز (الإنجليزية)
- ريو أنطونيو مافوبا على موقع Soccerway.com (الإنجليزية)
- ريو أنطونيو مافوبا على موقع عالم كرة القدم.نت (الإنجليزية)